# Carel Ruijsch van Dugteren
Carel Jacob Lodewijk Ruijsch van Dugteren (Amsterdam, 2 augustus 1910 - 1984), bijgenaamd "Kapitein Ross", was een Zuid-Afrikaanse commando van Nederlandse oorsprong die aanwezig was bij de bevrijding van Kamp Westerbork. Hij diende ook als adjudant van prins Bernhard tijdens Operatie Market Garden.
Ruijsch van Dugteren was een zoon van de predikant Gregorius Pieter Abraham Ruijsch van Dugteren en zijn vrouw Jacoba Wilhelmina Niermeijer. Hij emigreerde nog voor de Tweede Wereldoorlog naar Zuid-Afrika, waar hij een boer was in Noord-Transvaal. Op 7 maart 1937 trad hij in het huwelijk met Victorine Hermance Ploem. Ze kregen twee kinderen.
Na het uitbreken van de Tweede Wereldoorlog en de bezetting van Nederland werd hij wegens zijn Nederlandse afkomst opgeroepen voor de Prinses Irene Brigade. In 1942 nam hij deel aan een opleiding tot commando in de Schotse Hooglanden, waarna een Nederlandse commando-eenheid gevormd werd, No. 2 Dutch Troop, met Ruijsch van Dugteren als reserve tweede-luitenant.
Tijdens Operatie Market Garden diende hij als adjudant van prins Bernhard. Op 5 september 1944 werd hij — inmiddels opgeklommen tot eerste luitenant — met twee korporaals en twee soldaten ingedeeld als lijfwacht van prins Bernhard.
Hij diende als Jedburgh-officier tijdens Operatie Amherst, de bevrijding van Noord-Nederland in 1945. In april 1945 werd een vierkoppig Jedburgh-team (codenaam "Dicing") nabij Hooghalen in Drenthe afgeworpen, bestaande uit onder meer Arie Bestebreurtje en Ruijsch van Dugteren, die nu de rang van kapitein had. Bestebreurtje verzwikte zijn enkel bij de landing en wist, na zich vijf dagen verborgen te houden, de aandacht van een boer te trekken, die hem op zijn boerderij verborgen hield. Ruijsch van Dugteren daarentegen wist contact te leggen met een plaatselijke verzetsleider en kon zijn missie met succes uitvoeren: het geven van wapeninstructies aan het plaatselijke verzet en het organiseren van verzetsactiviteiten tegen de Duitsers.
Op 12 april 1945 maakte hij in zijn dagboek melding van dat hij als een van de eersten Kamp Westerbork was binnengelopen tijdens de bevrijding van dit concentratiekamp.